# Ariana Jollee
Ariana Jollee (née le 29 septembre 1982 à Long Island) est une actrice pornographique et réalisatrice américaine.

## Biographie
Jollee a des origines juives, russes et italiennes. Elle est la fille de Gil David, une personnalité de la radio WHLI, où elle travaillera aussi,.
Après avoir créé son site personnel pour se faire connaître, Jollee débute dans le porno le 19 mars 2003. Dans une interview d'XCartel à la suite du film Bangin' White Hos, elle prétend avoir déjà eu 400 partenaires avant de commencer dans le X. Sa carrière explose avec sa participation à la série Nasty Girls d'Anabolic. Depuis elle a travaillé pour tous les studios de production de la Vallée de San Fernando.
Ariana Jollee fera toutes les choses hardcore de l'industrie du X : anulingus, double pénétration anale, gang bang, squirt, cul à bouche, bukkake, creampie, uro, avec des transsexuels, avec ses fans…
Appréciant particulièrement le gang bang, elle fait Gangbang Girl #35 d'Anabolic avec 23 hommes pour fêter ses 21 ans puis 65 Guy Creampie pour ses 22 ans. Elle déclare dans une interview qu'elle avait déjà fait un gangbang (non filmé) à 16 ans avec 14 pompiers.
En 2005 elle reçoit un AVN Awards et un XRCO Award et devient une immense star du X. Parmi les acteurs avec qui Ariana Jollee a joué, on compte Manuel Ferrara et Steve Holmes.
Elle a commencé à réaliser des films.

## Récompenses et nominations
- 2004 : XRCO Superslut of the Year (nomination), Female Performer of the Year (nomination), Best 3 Way (nomination), Best Group Scene (nomination), Orgasmic Analist (nomination)
- 2005 : XRCO Superslut of the Year
- 2005 : AVN Awards 2005 Best Group Sex Scene - Video for Orgy World #7
- 2006 : XRCO Superslut of the Year
- 2006 : AVN Awards 2006 Female Performer of the Year (nomination)
- 2006 : AVN Awards 2006 Best Solo Sex Scene (nomination) for Blu Dreams: Sweet Solos
- 2006 : AVN Awards 2006 Most Outrageous Sex Scene (nomination) for Neo Pornographia 2 for the scene Lover's Quarrel (shared with Alex Sanders)
- 2006 : AVN Awards 2006 Most Outrageous Sex Scene (nomination) for Swallow My Squirt for the scene Juice! (Shared with Tiana Lynn, Jake Malone and Kyle Stone)